# Mycale gravelyi
Mycale gravelyi är en svampdjursart som beskrevs av Burton 1937. Mycale gravelyi ingår i släktet Mycale och familjen Mycalidae. Inga underarter finns listade i Catalogue of Life.